# Instrumentos de la noche
Instrumentos de la Noche (original en inglés, Instruments of the Night) es una novela publicada en 1998 por el escritor estadounidense Thomas H. Cook, de género policíaco publicado por la editorial Bantam.

## Sinopsis
La novela relata la historia de Paul Graves un famoso escritor de novelas policíacas, que fascina a sus seguidores con la interminable lucha entre los personajes de sus libros: Slovak, el detective y héroe; Kessler, el criminal, y Sykes su cómplice quien ejecuta los más macabros actos por ódrenes de Kessler.

La historia comienza cuando Paul recibe una invitación por parte de Alisson Davies para pasar el fin de semana en el retiro para escritores, de su propiedad, llamado Riverwood Colony, la intención de Davies es que Paul investigue los misteriosos hechos, que medio siglo atrás terminaron en la muerte de la joven Faye Harrison, la mejor amiga de Alisson. Este hecho cambiaría la historia de dicha colonia para siempre.

Sin embargo, más que hallar la verdad, el trabajo de Paul es analizar minuciosamente  los hechos para así poder crear una historia convincente, de manera  que la madre de Faye, una mujer anciana a punto de fallecer, pueda hacerlo en paz. 

Durante su investigación, Paul tendrá que descubrir la verdad y enfrentarse a los oscuros recuerdos de su infancia tras la muerte prematura de sus padres y de su participación involuntaria en la muerte de su hermana que aún lo atormentan.

Este thriller lleva al lector a través de un mundo de hipótesis creadas por Paul las cuales, gracias a la imaginación retorcida del escritor, se tornan siniestras y a su vez factibles, para así desencadenar en un final inesperado propio de una novela Policíaca.